# استوک هولی کراس
استوک هولی کراس (به انگلیسی: Stoke Holy Cross) یک روستا و محله مدنی در بریتانیا است که در South Norfolk واقع شده‌است. استوک هولی کراس ۹٫۲۷ کیلومتر مربع مساحت و ۱٬۵۷۲ نفر جمعیت دارد.